# Grote Reber
Grote Reber   (Wheaton, 22 de desembre de 1911 - Ouse, 20 de desembre de 2002). Enginyer nord-americà, pioner de la radioastronomia.

## Biografia
El treball de Reber va ser clau en repetir i perseverar en el treball precursor encara que senzill de Karl Guthe Jansky aconseguint el primer mapa celeste en les radiofreqüències.
Reber va néixer i va créixer a Chicago i es va rebre d'enginyer de radio en l'Institut Tecnològic d'Illinois el 1933. Va treballar per a diversos fabricants de radio de Chicago des de 1933 fins a 1947. Era també un apassionat radioaficionat (W9GFZ) i astrònom amateur. El 1933 va conèixer el treball de Jansky i va descobrir la seva vocació, per la qual cosa va sol·licitar ocupació en els Bell Labs, el llavors ocupador de Jansky, però enmig de la Gran Depressió no hi havia interès en eixes recerques ni vacants disponibles.

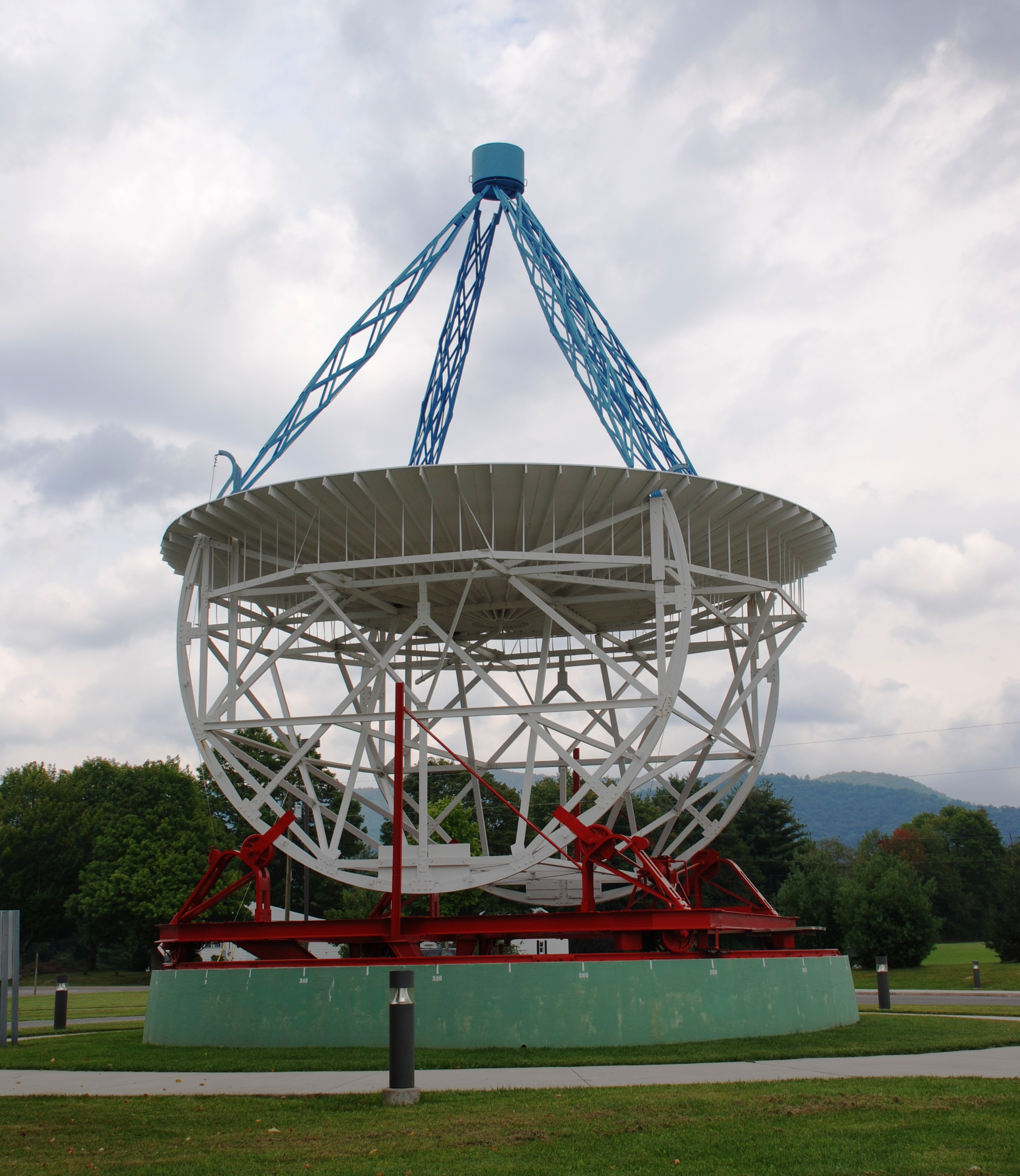
Radiotelescopio fabricat per Grote Reber.

Reber va decidir construir el seu propi radiotelescopi al pati de la seva casa de Wheaton, un suburbi de Chicago. El seu disseny va ser considerablement més avançat que el de Jansky. Consistia d'un mirall de metall parabòlic de 9 m de diàmetre, enfocat en un radioreceptor a 8 m sobre el mirall. El dispositiu, completat el 1937, estava muntat en un suport inclinable que permetia apuntar-ho en diverses direccions, encara que no girar-ho.
Reber no va obtenir senyals extraterrestres amb el seu primer receptor, que operava a 3300 MHz, ni amb el segon, operat a 900 MHz. El seu tercer intent, a 160 MHz (1938), va ser reeixit, confirmant la troballa de Jansky.
El 1944 publica el primer mapa de radi de la Via Làctia. La seva activitat cartogràfica durant la postguerra va ser el disparador de l'explosió en l'interès per la radioastronomia.
La teoria estàndard de les emissions de ràdio espacials indicava que es devia a la radiació de cos negre que és emesa per tots els cossos calents. Per tant, s'esperava que la radiació fora amb preferència d'alta energia, a causa de la presència d'estels i altres cossos calents. Reber va demostrar, en canvi, que hi havia una quantitat considerable de senyals de baixa energia. Només en els anys 1950 es va poder explicar aquests mesuraments a partir de la radiació sincrotró, generada per electrons accelerats a velocitats properes a la de la llum per camps magnètics.
Reber va donar el seu telescopi a l'Observatori Nacional de Radioastronomía i va contribuir amb la seva reconstrucció en Green Bank (Virgínia Occidental). Allí l'instrument va ser muntat en una taula giratòria, permetent qualsevol orientació desitjada. També va col·laborar amb una reconstrucció del telescopi original de Jansky. Va passar quatre anys treballant per a l'Oficina Nacional d'Estàndards (l'actual NIST, National Institute of Standards and Technology).
En els anys 1950 va voler reprendre la seva activitat però el camp ja estava cobert amb nous instruments més grans i més cars. Va tornar llavors la seva atenció als senyals de radi de molt baixa freqüència, una àrea llavors bastant descurada com avui dia. Com aquests senyals són filtrades per la ionosfera terrestre, Reber es va desplaçar a Tasmània buscant un lloc més propici per realitzar les seves observacions en moments de baixa activitat solar. Allí va morir en 2002.
Encara que el primer mapa amb un radi contorn de l'univers radioelèctric observable amb el seu radiotelescopi, mostrant l'intens soroll provinent de les regions properes a les constel·lacions del Cigne, Cassiopea i el centre de la galàxia en Sagitari, va ser publicat en el Astrophysical Journal de 1944 la seva publicació va despertar poc l'interès de la comunitat astronòmica de llavors. La falta de suport al seu treball i interès a construir un radiotelescopi major va deixar en ell una mala opinió sobre la comunitat científica.

## Premis i reconeixements
- Medalla Catherine Wolfe Bruce de la Societat Astronòmica del Pacífic (1962)
- Classe Magistral Henry Norris Russell (1962)
- Medalla Jackson-Gwilt Medal de la Reial Societat Astronòmica de Londres (1983)
- L'asteroide (6886) Grote va ser nomenat en el seu honor.